# 黃飛鴻笑傳
《黃飛鴻笑傳》，是1992年上映的一部喜劇香港電影，由李力持執導，譚詠麟主演，為黃飛鴻的惡搞作品。

## 演員表

### 主演演員
| 演員   | 角色             | 粵語配音 | 備註 |
| 譚詠麟 | 黃飛鴻（黃師傅） | 朱子聰   |      |
| 譚詠麟 | 黃麒英           | 朱子聰   |      |
| 毛舜筠 | 十三姨（少筠）   | 毛舜筠   |      |
| 任達華 | 梁 寬（鐵釘寬）  | 張炳強   |      |
| 梁家輝 | 石堅（奸人堅）   | 黃志成   |      |

### 合演演員
| 演員   | 角色             | 粵語配音 | 備註     |
| 吳孟達 | 牙擦蘇           | 吳孟達   |          |
| 曾志偉 | 林世榮（豬肉榮） | 馮永和   |          |
| 陳加玲 | 如花             |          | 石堅表妹 |
| 石堅   | 世外高人         |          |          |
| 黃霑   |                  |          |          |
| 方保羅 |                  |          |          |
| 西瓜刨 |                  |          |          |
| 谷德昭 |                  |          |          |

## 外部連結
- 香港影庫上《黃飛鴻笑傳》的資料（繁體中文）
- 開眼電影網上《黃飛鴻笑傳》的資料（繁體中文）
- 豆瓣电影上《黃飛鴻笑傳》的資料 （简体中文）
- 时光网上《黃飛鴻笑傳》的資料（简体中文）
- AllMovie上《黃飛鴻笑傳》的资料（英文）
- 爛番茄上《Upon A Time A Hero in China 黃飛鴻笑傳》的資料（英文）
- 互联网电影数据库（IMDb）上《黃飛鴻笑傳》的资料（英文）